# Trésor de Chemtou
Le trésor de Chemtou est un important trésor en or romain datant du IVe siècle et du Ve siècle et découvert à Chemtou en Tunisie. Il est constitué de monnaies d'or, qui sont conservées depuis la fin 2018 au musée national du Bardo.
L'importante découverte, qualifiée de « découverte archéologique, numismatique et historique majeure », est un témoin de la situation de l'actuelle Tunisie avant l'invasion des Vandales de 439.

## Histoire et redécouverte

### Histoire
Le site archéologique de Chemtou, vaste de plus de 80 hectares, est situé au nord-ouest de l'actuelle Tunisie.
Le site est occupé du Ve siècle jusqu'aux « premiers temps de l'Islam » ; cette histoire a laissé de nombreux vestiges et des artefacts archéologiques ont également été retrouvés lors des campagnes de fouilles archéologiques. La ville a un « long passé numide » avec la découverte d'un sanctuaire royal attribué à Micipsa ; elle est également une zone de production d'un marbre très renommé durant l'Antiquité romaine, d'une gamme allant « du jaune-orange au blanc crémeux ». Le sanctuaire numide est transformé en temple de Saturne, et la colline Bourfifa se trouve pourvue de trois temples et de reliefs rupestres remarquables. Cette production s'arrête au milieu du IIIe siècle.
Le trésor est enfoui à la fin du règne de l'empereur Flavius Honorius, avant 420.

### Découverte et mise en valeur

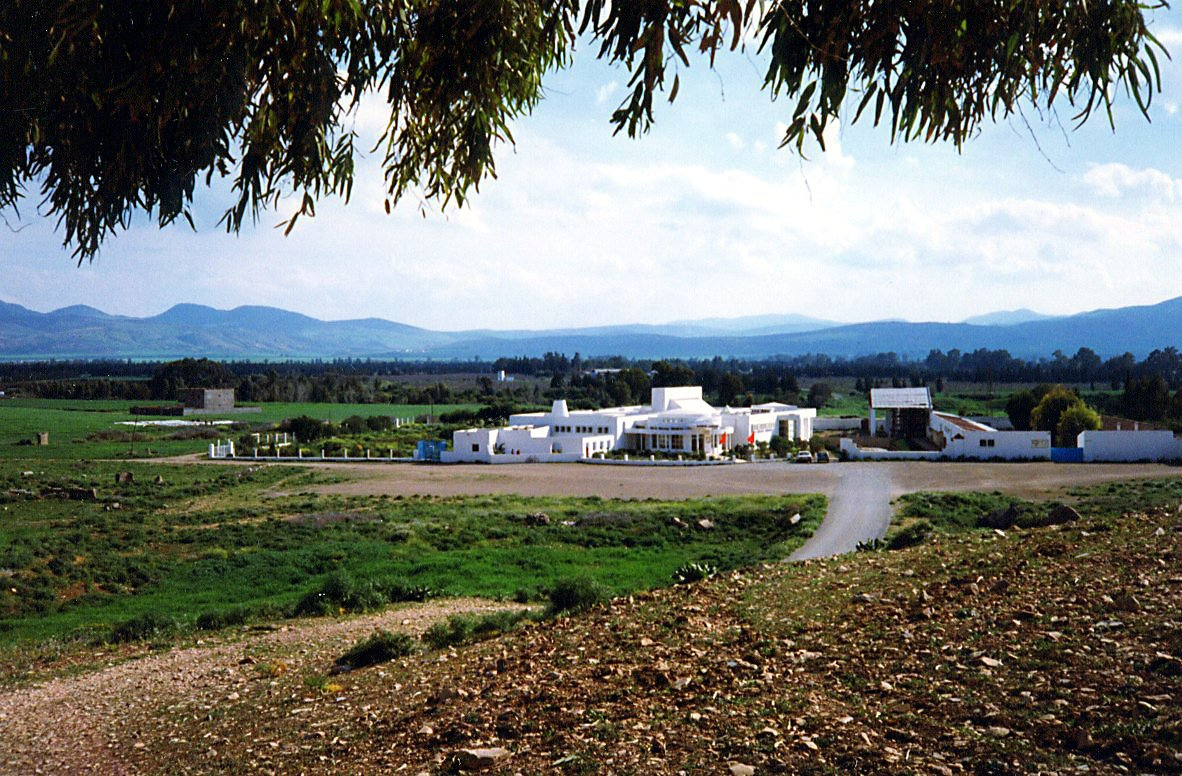
Vue générale du site du musée archéologique de Chemtou.

Le site archéologique, relativement isolé, est resté peu étudié pendant longtemps : le plan du site est levé à la fin du XIXe siècle par des archéologues français, mais il faut attendre les années 1960 pour que débute une campagne de fouilles basée sur une coopération germano-tunisienne. Les fouilles allemandes sont supervisées par Friedrich Rakob.
Le trésor est découvert le 12 mai 1993, lors de sondages préalables aux travaux de construction du musée de Chemtou, inauguré en 1997 pour abriter les découvertes effectuées dans les fouilles des années 1960 à 1995.
Le trésor est initialement conservé au musée du site. La muséographie y fait l'objet d'une coopération germano-tunisienne, avec des spécialistes de l'Institut archéologique allemand et du château de Karlsruhe, le ministère tunisien de la Culture et l'Agence de mise en valeur du patrimoine et de promotion culturelle. Deux photographies évoquent la découverte du trésor dans le musée de Chemtou.
Une présentation est prévue au musée national du Bardo à partir de 2013 mais retardée par l'attentat de 2015 puis la pandémie de Covid-19. L'inauguration de la salle d'exposition baptisée « Le trésor de Chemtou » a finalement lieu en octobre 2023.
Une publication monographique de la découverte paraît en 2014 dans le quatrième volume de la série commune « Simitthus ».

## Description

### Description générale
Le trésor est retrouvé dans une cruche de poterie commune.
Le trésor est composé de 1 648 monnaies, pour un poids de 7,2 kilos,. Sur les monnaies, 1 646 sont des solidi, une est un demi-solidus et la dernière un faux solidus. 1 647 pièces sont en or et la dernière en argent doré.

### Composition du trésor
Neuf empereurs sont représentés dans le corpus, dont trois usurpateurs. L'empereur le plus représenté dans le trésor est Flavius Honorius (68 % du total), suivi de Flavius Arcadius (24 % du total) et Valentinien Ier (0,05 % du total) : les deux empereurs les plus représentés dans la trouvaille de 1993 concernent 92 % des monnaies retrouvées alors.
| Empereur         | Nombre de solidi | Nombre de monnaies autres |
| ---------------- | ---------------- | ------------------------- |
| Valentinien Ier  | 78               |                           |
| Valens           | 24               |                           |
| Théodose Ier     | 4                |                           |
| Flavius Arcadius | 400              |                           |
| Flavius Honorius | 1124             | 2                         |
| Théodose II      | 10               |                           |
| Constantin III   | 4                |                           |
| Priscus Attale   | 1                |                           |
| Jovin            | 1                |                           |

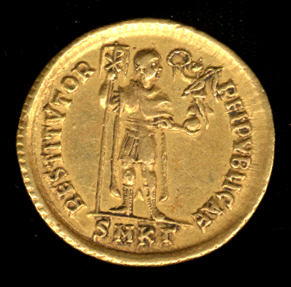
Revers de solidus de Valentinien Ier (image d'illustration).
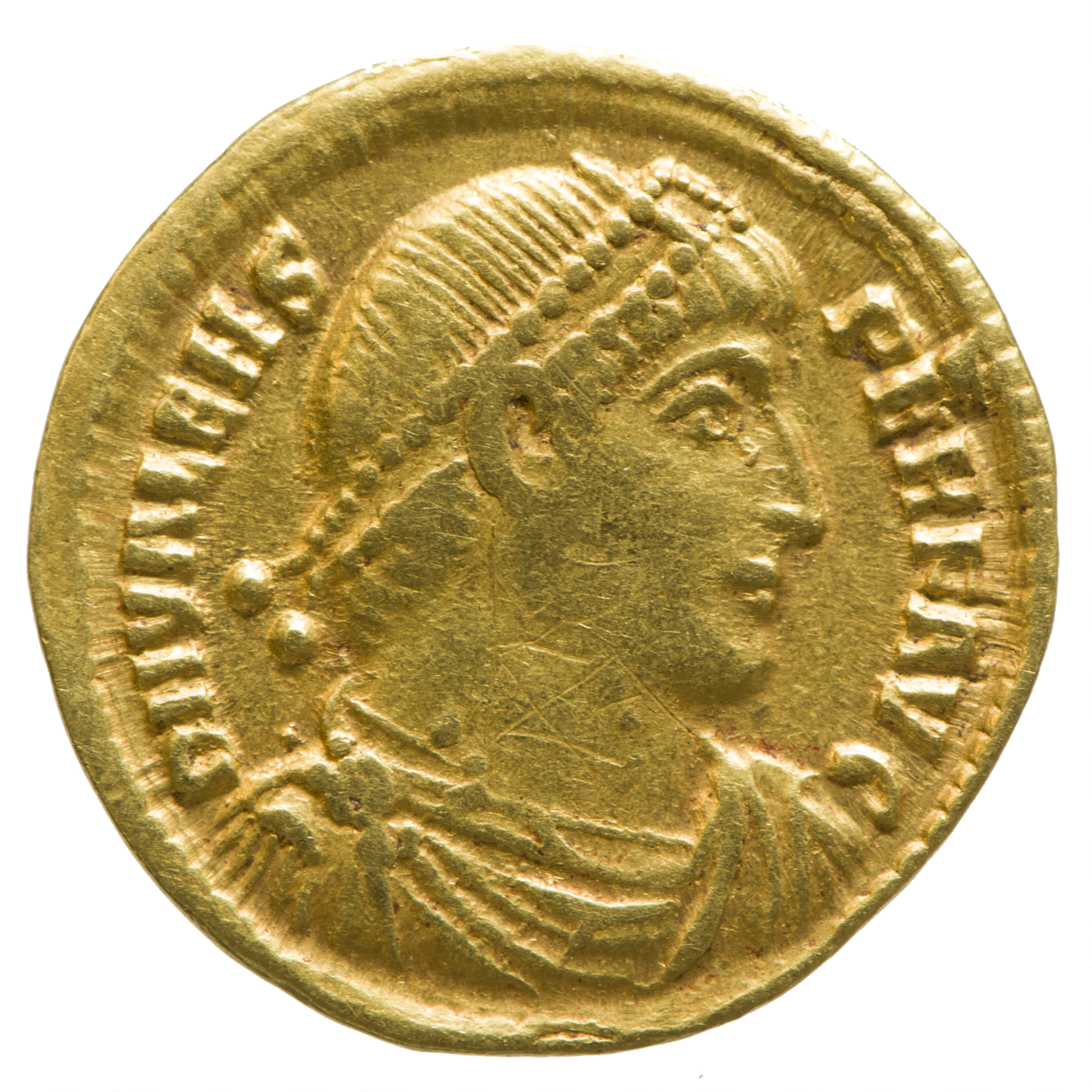
Avers d'un solidus de Valens (image d'illustration).
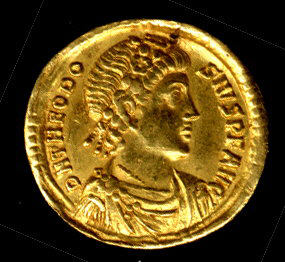
Avers d'un solidus de Théodose Ier (image d'illustration).
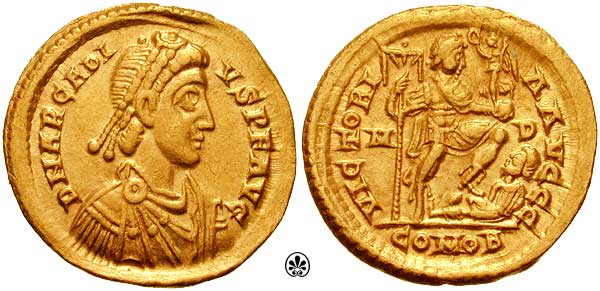
Solidus de Flavius Arcadius (image d'illustration).
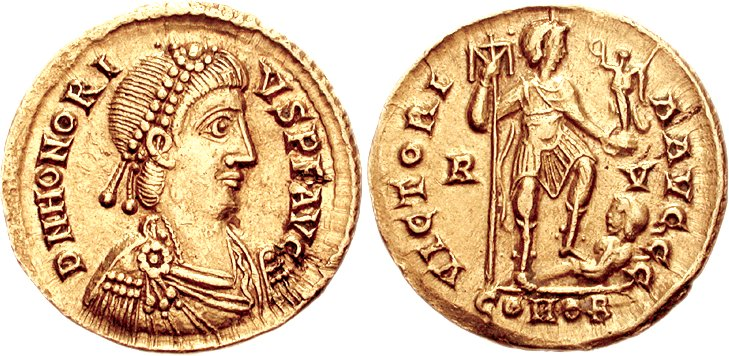
Solidus de Flavius Honorius (image d'illustration).

## Interprétation

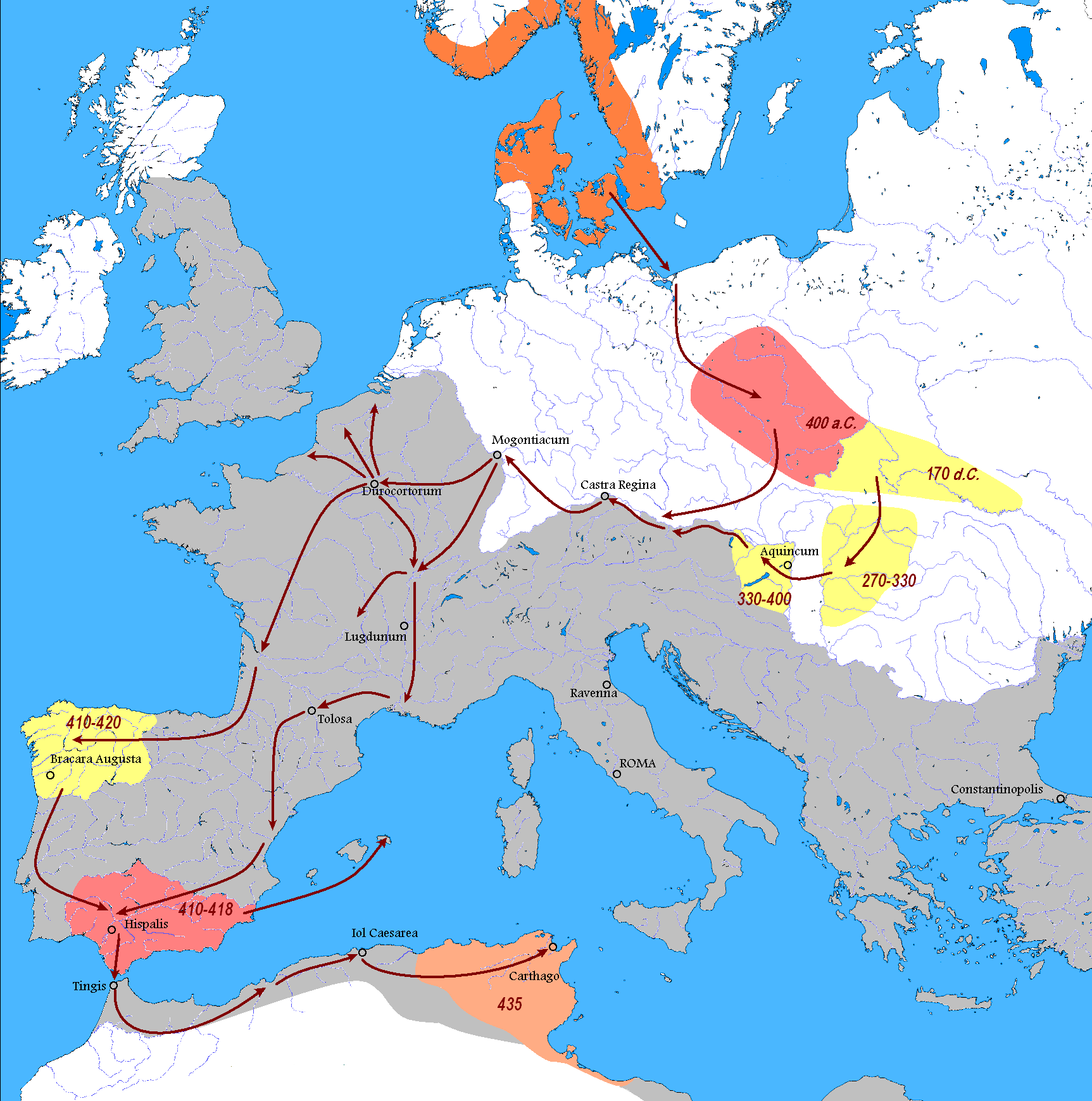
Carte des migrations vandales : Carthage est prise en 439.

La découverte pose de « nombreux problèmes d'ordre numismatique et historique », tant pour le contenu du trésor que du contexte de son enfouissement.
Le trésor est un témoin de la richesse de l'Afrique ancienne, en particulier l'espace de la future Tunisie à la veille de la conquête vandale. C'est un témoin des incursions préalables à la conquête finale de l'Afrique du Nord, avec le siège d'Hippone mené par les armées vandales de Genséric en 431. À la fin de la décennie, Carthage tombe sous la coupe du même, qui s'empare sans coup férir du reste de la province d'Afrique pour une domination qui durera un siècle et se terminera par la guerre des Vandales menée en Afrique du Nord par le général byzantin Bélisaire.